# 6215 Mehdia
A 6215 Mehdia (ideiglenes jelöléssel (6215) 1973 EK) (Mehdia) a Naprendszer kisbolygóövében található aszteroida. Luboš Kohoutek fedezte fel 1973. március 7-én.